# CGV (azienda)
La Compagnie Generale di Videotechnique (CGV) è una società industriale francese che fabbrica apparecchi video. È stata fondata nel 1978 a Strasburgo, in Alsazia. La proprietà è passata al gruppo industriale alsaziano "Info Realité" per tre anni a partire dal 1998, prima che il direttore generale (CEO) Tony Fasciglione comprasse la società con l'aiuto di diverse banche. Nel 2005 una nuova sede è stata costruita a Ostwald, alcuni chilometri a sud di Strasburgo, per soddisfare meglio le sue nuove esigenze, poiché la produzione era stata trasferita in Estremo Oriente qualche anno prima. Una nuova sezione complementare (CGV Système) di consulenti specializzati in videosorveglianza professionale (CCTV) e sistemi di sonorizzazione si è aggiunta alla CGV nel 2002. Attualmente lo sviluppo di nuovi prodotti è una "joint venture" con varie piccole imprese in Estremo Oriente.

## Prodotti
I primi prodotti inventati sono stati video modulatori Radio frequenza (RF) per far collegare una console di gioco con l'ingresso dell'antenna di una televisione, questo prima dell'avvento delle prese SCART sul TV. Poi è stata la volta dei adattatori (la gamma REP) per il Canal+ decoder che è arrivato nel 1983. In seguito sono arrivati transcodificatori colore PAL-SECAM e SÉCAM-PAL e un sistema di trasmissione video per linea per la casa (Visiline); quindi i ripetitori di telecomando senza fili (Zapline) e i trasmettitori video senza fili (Freeline). Nello stesso tempo sono stati introdotti anche tutti i tipi di modulatori RF video (Moduline). Per gli ultimi sei anni, il prodotto principale è stato la gamma Premio, ed adesso Etimo di Set-top box per la TV digitale, dato che la Francia è cambiata verso la TV digitale. All'inizio del 2012 era introdotto un trasmettitore video HD (CPLine AV-HD) tramite la rete elettrica con entrata e escita HDMI.

## Politiche aziendali
L'innovazione è un elemento essenziale del mercato interno video, e CGV commercializza diversi prodotti nuovi ogni anno. Tuttavia, la marca CGV è divenuta simbolo di qualità nel mercato francese, dall'inizio degli anni 80, quando tutta la ricerca e sviluppo (R&S) erano fatti a Strasburgo. Da quando la produzione si è spostata in Estremo Oriente, CGV ha introdotto i corrispondenti livelli di controllo della qualità. La progettazione di un nuovo prodotto è sviluppata, controllata e migliorata con l'R&S Lab presso la sede di Strasburgo. Una volta che la produzione è iniziata, ci sono tre livelli di controllo: in Estremo Oriente, in primo luogo sulle linee di produzione; quindi da un ispettore CGV prima della spedizione in Europa; alla fine al suo arrivo alla CGV in Strasburgo dei campioni dei nuovi prodotti sono ri-controllati. I principali centri di vendita al dettaglio in Francia sono gli ipermercati.

## Aumento della presenza sul Web
Il primo sito web della CGV con il suo negozio online è stato lanciato nel 1999. Una nuova versione più interattiva è stata lanciata nel giugno 2009. Nel giugno 2008 CGV Forum è stato lanciato affinché gli utenti possano fornire un feedback sui prodotti.